# Atletica leggera ai XVII Giochi paralimpici estivi - 5000 metri piani T13 maschili
Ai XVII Giochi paralimpici estivi la competizione dei 5000 metri piani maschili T13 si è svolta il 31 agosto 2024 presso lo Stade de France di Parigi. Possono partecipare alla gara le atlete appartenenti alle classi T13 e T12.

## Situazione pre-gara

### Record

#### T13
Prima di questa competizione, il record del mondo, il record paralimpico e i record continentali T13 erano i seguenti.
| Record              | Prestazione | Atleta                        | Data e luogo                              | Competizione                         |
| ------------------- | ----------- | ----------------------------- | ----------------------------------------- | ------------------------------------ |
| Record mondiale     | 14'20"69    | Youssef Benibrahim Marocco    | 16 luglio 2017 Londra, Regno Unito        | Campionati mondiali paralimpici 2017 |
| Record paralimpico  | 14'33"33    | Bilel Aloui Tunisia           | 15 settembre 2016 Rio de Janeiro, Brasile | XV Giochi paralimpici estivi         |
| Record africano     | 14'20"69    | Youssef Benibrahim Marocco    | 16 luglio 2017 Londra, Regno Unito        | Campionati mondiali paralimpici 2017 |
| Record panamericano | 14'23"24    | Guillaume Ouellet Canada      | 16 luglio 2017 Londra, Regno Unito        | Campionati mondiali paralimpici 2017 |
| Record asiatico     | 15'44"29    | Toshiharu Takai Giappone      | 19 maggio 2019 Kumagaya, Giappone         |                                      |
| Record europeo      | 14'27"76    | Yassine Ouhdadi Spagna        | 18 maggio 2024 Kōbe, Giappone             | Campionati mondiali paralimpici 2024 |
| Record oceaniano    | 15'31"61    | Tim Prendergast Nuova Zelanda | 8 novembre 2003 Wellington, Nuova Zelanda |                                      |

#### T12
Prima di questa competizione, il record del mondo, il record paralimpico e i record continentali T12 erano i seguenti.
| Record              | Prestazione | Atleta                                  | Data e luogo                           | Competizione                  |
| ------------------- | ----------- | --------------------------------------- | -------------------------------------- | ----------------------------- |
| Record mondiale     | 13'53"76    | El Amin Chentouf Marocco                | 3 settembre 2012 Londra, Regno Unito   | XIV Giochi paralimpici estivi |
| Record paralimpico  | 13'53"76    | El Amin Chentouf Marocco                | 3 settembre 2012 Londra, Regno Unito   | XIV Giochi paralimpici estivi |
| Record africano     | 13'53"76    | El Amin Chentouf Marocco                | 3 settembre 2012 Londra, Regno Unito   | XIV Giochi paralimpici estivi |
| Record panamericano | 14'55"98    | Julio Cesar Agripino dos Santos Brasile | 18 maggio 2016 Rio de Janeiro, Brasile |                               |
| Record asiatico     | 14'48"89    | Tadashi Horikoshi Giappone              | 3 settembre 2012 Londra, Regno Unito   | XIV Giochi paralimpici estivi |
| Record europeo      | 14'22"93    | Gustavo Nieves Spagna                   | 3 settembre 2012 Londra, Regno Unito   | XIV Giochi paralimpici estivi |
| Record oceaniano    | 14'12"77    | Jaryd Clifford Australia                | 2 aprile 2022 Sydney, Australia        |                               |

### Campioni in carica
I campioni in carica a livello mondiale erano i seguenti.
| Campione    | Atleta                 | Prestazione | Data e luogo                   | Competizione                         |
| ----------- | ---------------------- | ----------- | ------------------------------ | ------------------------------------ |
| Paralimpico | Yassine Ouhdadi Spagna | 14'34"13    | 28 agosto 2021 Tokyo, Giappone | XVI Giochi paralimpici estivi        |
| Mondiale    | Yassine Ouhdadi Spagna | 14'27"76    | 18 maggio 2024 Kōbe, Giappone  | Campionati mondiali paralimpici 2024 |

### La stagione

#### T13
Prima di questa gara, gli atleti con le migliori tre prestazioni mondiali T13 dell'anno erano:
| Pos. | Atleta                   | Prestazione | Data e luogo                  |
| ---- | ------------------------ | ----------- | ----------------------------- |
| 1    | Yassine Ouhdadi Spagna   | 14'27"76    | 18 maggio 2024 Kōbe, Giappone |
| 2    | Guillaume Ouellet Canada | 14'45"60    | 6 luglio 2024 Ottawa, Canada  |
| 3    | John Lokedi Kenya        | 14'57"72    | 18 maggio 2024 Kōbe, Giappone |

#### T12
Prima di questa gara, gli atleti con le migliori tre prestazioni mondiali T12 dell'anno erano:
| Pos. | Atleta                                       | Prestazione | Data e luogo                  |
| ---- | -------------------------------------------- | ----------- | ----------------------------- |
| 1    | Anton Kuliatin Atleti Paralimpici Neutrali   | 14'32"11    | 18 maggio 2024 Kōbe, Giappone |
| 2    | Aleksandr Kostin Atleti Paralimpici Neutrali | 14'40"13    | 18 maggio 2024 Kōbe, Giappone |
| 3    | Wajdi Boukhili Tunisia                       | 15'08"81    | 5 marzo 2024 Tunisi, Tunisia  |

## Risultati

### Finale
La finale diretta si è disputata il 31 agosto a partire dalle ore 10:14.
| Pos.    | Nome                             | Nazionalità                 | Tempo    | Note  |
| ------- | -------------------------------- | --------------------------- | -------- | ----- |
| Oro     | Yassine Ouhdadi El Ataby (T13)   | Spagna                      | 15'50"64 |       |
| Argento | Aleksandr Kostin (T12)           | Atleti Paralimpici Neutrali | 15'52"36 |       |
| Bronzo  | Anton Kuljatin (T12)             | Atleti Paralimpici Neutrali | 15'55"23 |       |
| 4       | Sixto Roman Moreta Criollo (T12) | Ecuador                     | 16'06"79 |       |
| 5       | Guillaume Ouellet (T13)          | Canada                      | 16'07"71 |       |
| 6       | John Lokedi (T13)                | Kenya                       | 16'10"06 |       |
| 7       | Mikail Al (T13)                  | Turchia                     | 16'12"45 |       |
| -       | Jaryd Clifford (T12)             | Australia                   | dq       | [ 2 ] |